# 1535 în literatură
- 1534 în literatură — 1535 în literatură — 1536 în literatură

Anul 1535 în literatură a implicat o serie de evenimente semnificative. 

## Eseuri
- Guillaume Budé - De transitu Hellenismi ad Christianismum libri tres (Paris, Robert Estienne, martie)
- Barthélemy Latomus - Oratio de laudibus Eloquentiæ & Ciceronis

## Nașteri
- Nicolas Rapin, scriitor francez (d. 1608).

## Decese
Format:1535